# Atmore (Alberta)
Pour les articles homonymes, voir Atmore.
Atmore est un hameau (hamlet) du Comté d'Athabasca, situé dans la province canadienne d'Alberta.

## Démographie
En tant que localité désignée dans le recensement de 2011, Atmore a une population de 20 habitants dans 12 de ses 13 logements, soit une variation de 0% avec la population de 2006. Avec une superficie de 0,528 0 km2, le hameau possède une densité de population de 37,878 8 hab/km2 en 2011.
Concernant le recensement de 2006, Atmore abritait 20 habitants dans 11 de ses 20 logements. Avec une superficie de 0,528 0 km2, le hameau possédait une densité de population de 37,9 hab/km2 en 2006.